# James Roberts Gilmore
James Roberts Gilmore, pseudonym Edmund Kirke, (1822—1903) var en nordamerikansk forfatter. 
25 år gammel var han chef for et handelshus i New York; men da han under Borgerkrigen mistede sin formue, grundede han tidsskriftet Continental Monthly, hvori han skrev en række skitser af livet i Syden. Af disse skitser dannede han bogen Among the pines, som udkom i New York 1862. Af hans andre skrifter kan nævnes: My southern friends (1862), Down in Tennessee (1863), Among the Guerillas og Adrift in Dixie (1863), On the border og Patriot boys (1864) samt Life of Garfield (1864), der blev solgt i over 80,000 eksemplarer.